# Vida (literatura trobadoresca)

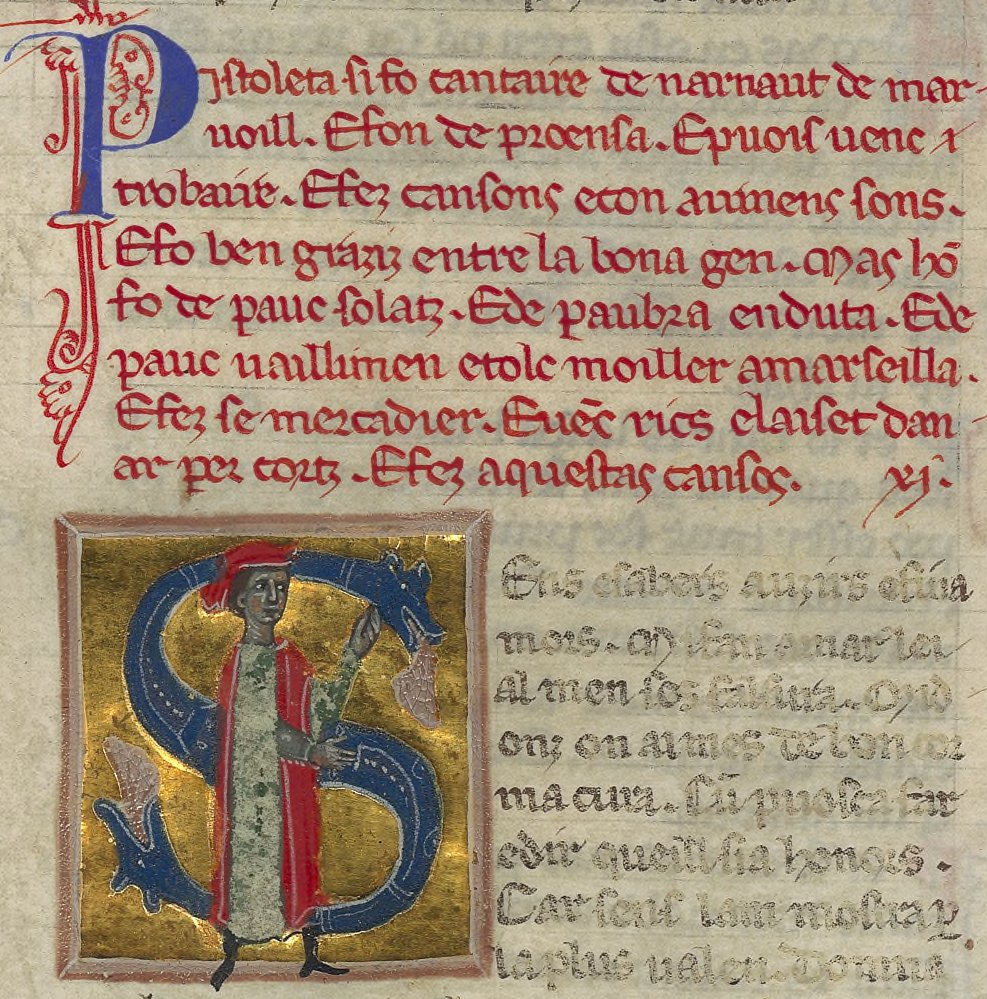
Vida del trobador Pistoleta, en tinta vermella, precedint el text d'una de les seves obres; BnF ms. 12473 fol. 123, cançoner K

Vida (occità vida, plural vidas) és el terme que designa una breu biografia, escrita en occità antic d'un trobador o trobairitz.
Les vidas són breus notícies biogràfiques, en prosa i en occità antic, que es troben en els cançoners acompanyant l'obra dels autors que retraten. S'han conservat 110 textos de vidas, principalment en cançoners italians, la majoria foren redactades en els segles xiii i xiv. Algunes foren compostes per Uc de Saint-Circ; tot i que només en signa explícitament unes poques, per l'estil els estudiosos li n'atribueixen més, fins i tot hi ha qui li n'atribueix la majoria.
En un cert nombre de casos, els textos de les vidas van acompanyats de razós (breus textos també en prosa que expliquen les circumstàncies o motius ("raons") en què es va compondre un determinat poema). Tant les vidas com les razós tenien com a finalitat presentar, a un auditori ja allunyat en el temps i en l'espai de la composició de les poesies, les obres que s'anaven a cantar tot seguit (vegeu el text de la segona vida de Bernat de Ventadorn que conclou: "E fetz aquestas chansos que vos auziretz aissi de sotz escriptas"; Boutière / Schutz p. 26).
Tot i que les vidas poden contenir detalls autèntics sobre la biografia d'un trobador, en molts casos estan extretes de la lectura dels textos de la seva obra poètica o es poden basar en tradicions orals més o menys llegendàries. Així, la vida de Jaufré Rudel està feta en funció de la idea de l'amor de lluny i està inspirada en la seva cançó Lanquan li jorn. És famosa també la vida de Guilhem de Cabestanh que presenta el tema de la llegenda del cor menjat i que, certament, no és verídica.
La col·lecció completa de les vidas trobadoresques fou editada per Boutière i Schutz i, més modernament, per Favati. Encara més recentment foren publicades per Riquer amb traducció a l'espanyol i acompanyades amb il·lustracions de les miniatures dels cançoners.

## Trobadors pels quals disposem del text d'una vida
- Ademar lo Negre; Favati p. 295; Riquer p. 229
- Aimeric de Belenoi; Favati p. 317; Riquer p. 132
- Aimeric de Peguilhan; Favati p. 287; Riquer p. 224
- Aimeric de Sarlat; Favati p. 296; Riquer p. 94
- Albert Malaspina; Favati p. 222; Riquer p. 307
- Albertet Cailla; Favati p. 357; Riquer p. 232
- Albertet de Sisteron; Favati p. 303; Riquer p. 275
- Alfons II d'Aragó; Favati p. 133; Riquer p. 287
- Almucs de Castelnau; Favati p. 301; Riquer p. 223
- Arnaut Daniel; Favati p. 210; Riquer p. 29
- Arnaut de Maruelh; Favati p. 179; Riquer p. 17
- Azalais de Porcairagues; Favati p. 213; Riquer p. 185
- Bartolomeo Zorzi; Favati p. 346; Riquer p. 315
- Beatriu de Dia; Favati p. 359; Riquer p. 237
- Berenguer de Palou; Favati p. 122; Riquer p. 287
- Bernat de Ventadorn; Favati p. 125; Riquer p. 11
- Bertran d'Alamanon; Favati p. 343; Riquer p. 281
- Bertran de Born; Favati p. 147; Riquer p. 33
- Bertran de Born lo Filhs; Favati p. 231; Riquer p. 63
- Bertran del Pojet; Favati p. 348; Riquer p. 278
- Blacasset; Favati p. 352; Riquer p. 281
- Blacatz; Favati p. 328; Riquer p. 259
- Cadenet; Favati p. 330; Riquer p. 267
- Castelloza; Favati p. 358; Riquer p. 176
- Cercamon; Favati p. 116; Riquer p. 3
- Dalfi d'Alvernha; Favati p. 225; Riquer p. 150
- Daude de Prada; Favati p. 345; Riquer p. 118
- Elias Cairel; Favati p. 305; Riquer p. 130
- Elias de Barjols; Favati p. 304; Riquer p. 104
- Elias Fonsalada; Favati p. 331; Riquer p. 118
- Enric II de Rodez; Favati p. 318; Riquer p. 130
- Falquet de Romans; Favati p. 329; Riquer p. 270
- Ferrarí de Ferrara; Favati p. 353; Riquer p. 319
- Folquet de Marsella; Favati, p. 174; Riquer p. 251
- Garin d'Apchier; Favati, p. 218; Riquer p. 185
- Garin lo Brun; Favati p. 123; Riquer p. 159
- Gaucelm Faidit; Favati p. 240; Riquer p. 80
- Gausbert Amiel; Favati p. 360; Riquer p. 134
- Gausbert de Poicibot; Favati p. 319; Riquer p. 114
- Gauseran de Saint Leidier; Favati p. 349; Riquer p. 181
- Giraut de Bornelh; Favati p. 134; Riquer p. 23
- Giraut de Salanhac; Favati p. 322; Riquer p. 96
- Gui de Cavalhon; Favati p. 320; Riquer p. 272
- Gui d'Ussel; Favati p. 260; Riquer p. 98
- Guilhem Ademar; Favati p. 219; Riquer p. 192
- Guilhem Augier Novella; Favati p. 325; Riquer p. 259
- Guilhem de Balaun; Favati p. 252; Riquer p. 171
- Guillem de Berguedà; Favati p. 216; Riquer p. 291
- Guillem de Cabestany; Favati p. 197; Riquer p. 292
- Guilhem Figueira; Favati p. 334; Riquer p. 229
- Guilhem Magret; Favati p. 300; Riquer p.262
- Guilhem de Montanhagòl; Favati p. 335; Riquer p. 281
- Guillem IX d'Aquitània; Favati p. 115; Riquer p. 3
- Guilhem Rainol d'At; Favati p. 327; Riquer p. 264
- Guilhem de Saint-Leidier; Favati p. 190; Riquer p. 143
- Guilhem de la Tor; Favati p. 324; Riquer p. 120
- Guiraudó lo Ros; Favati p. 294; Riquer p. 189
- Guiraut de Calanson; Favati p. 321; Riquer p. 106
- Iseut de Capio; Favati p. 301; Riquer p. 23
- Jaufré de Pons; Favati p. 332; Riquer p. 109
- Jaufré Rudel; Favati p. 120; Riquer p. 8
- Jordan Bonel; Favati p. 217; Riquer p. 67
- Lanfranc Cigala; Favati p. 337; Riquer p. 311
- Lombarda; Favati p. 298; Riquer p. 218
- Marcabru; Favati p. 117; Riquer p. 6
- Maria de Ventadorn; Favati p. 259; Riquer p. 103
- Monge de Montaudon; Favati p. 209; Riquer p. 163
- Pèire d'Alvernha; Favati p. 124; Riquer p. 139
- Peire de Barjac; Favati p. 258; Riquer p. 221
- Peire Bremon lo Tort; Favati p. 361; Riquer p. 264
- Peire de Bussignac; Favati p. 362; Riquer p. 67
- Pèire Cardenal; Favati p. 344; Riquer p. 178
- Peire Guilhem de Tolosa; Favati p. 326; Riquer p. 232
- Peire de Maensac; Favati p. 297; Riquer p. 159
- Peire de la Mula; Favati p. 336; Riquer p. 307
- Peire Peliser; Favati p. 230
- Peire Raimon de Tolosa; Favati p. 221; Riquer p. 189
- Peire Rogier; Favati p. 214; Riquer p. 141
- Peire de Valeira; Favati p. 119; Riquer p. 8
- Pèire Vidal; Favati p. 265; Riquer p. 192
- Peirol; Favati p. 292; Riquer p. 162
- Perdigon; Favati p. 289; Riquer p. 214
- Pistoleta; Favati p. 212; Riquer p. 262
- Pons de Capduelh; Favati p. 237; Riquer p. 164
- Raimbaut d'Aurenja; Favati p. 121; Riquer p. 235
- Raimbaut de Vaqueiras; Favati p. 181; Riquer p. 240
- Raimon de Durfort i Truc Malec; Favati p. 363; Riquer p. 69
- Raimon Jordan; Favati p. 284; Riquer p. 75
- Raimon de Miraval; Favati p. 272; Riquer p. 200
- Raimon de las Salas; Favati p. 323; Riquer p. 275
- Rainaut de Pons; Favati p. 332; Riquer p. 109
- Ricaut de Tarascon; Favati p. 364; Riquer p. 278
- Rigaut de Berbezilh; Favati p. 233; Riquer p. 69
- Salh d'Escola; Favati p. 365; Riquer p. 31
- Savaric de Mauleon; Favati p. 309; Riquer p. 109
- Sordello; Favati p. 350; Riquer p. 307
- Tibors de Sarenom; Favati p. 333; Riquer p. 267
- Tomier i Palaizi; Favati p. 302; Riquer p. 278
- Uc Brunenc; Favati p. 220; Riquer p. 96
- Uc de la Bacalaria; Favati p. 293; Riquer p. 106
- Uc de Pena; Favati p. 366; Riquer p. 134
- Uc de Saint-Circ; Favati p. 313; Riquer p. 122